# Ojschara
Ojschara (in russo Ойсхара?; in ceceno Ойсхар, Oysxar) è una città della Russia che si trova nel distretto Gudermesskij della Repubblica Autonoma della Cecenia.
La città è situata 15 km a sud-est del centro distrettuale Gudermes e 53 km a est della città di Groznyj.
Fino al 1989, la città era conosciuta come Novogroznenskij (in russo Новогрозненский?).